# Cassinelle
Cassinelle (piemontesisch Cassinele, ligurisch Cascinele) ist eine Gemeinde in der italienischen Provinz Alessandria (AL), Region Piemont. 

## Lage und Einwohner
Die Gemeinde Cassinelle liegt 43 km südlich von der Provinzhauptstadt Alessandria entfernt. Das Gemeindegebiet umfasst eine Fläche von 23 km² und hat 853 (Stand 31. Dezember 2023) Einwohner. Zur Gemeinde zählt auch die Fraktion Bandita.
Die Nachbargemeinden sind Cremolino, Molare, Morbello und Ponzone.

## Geschichte

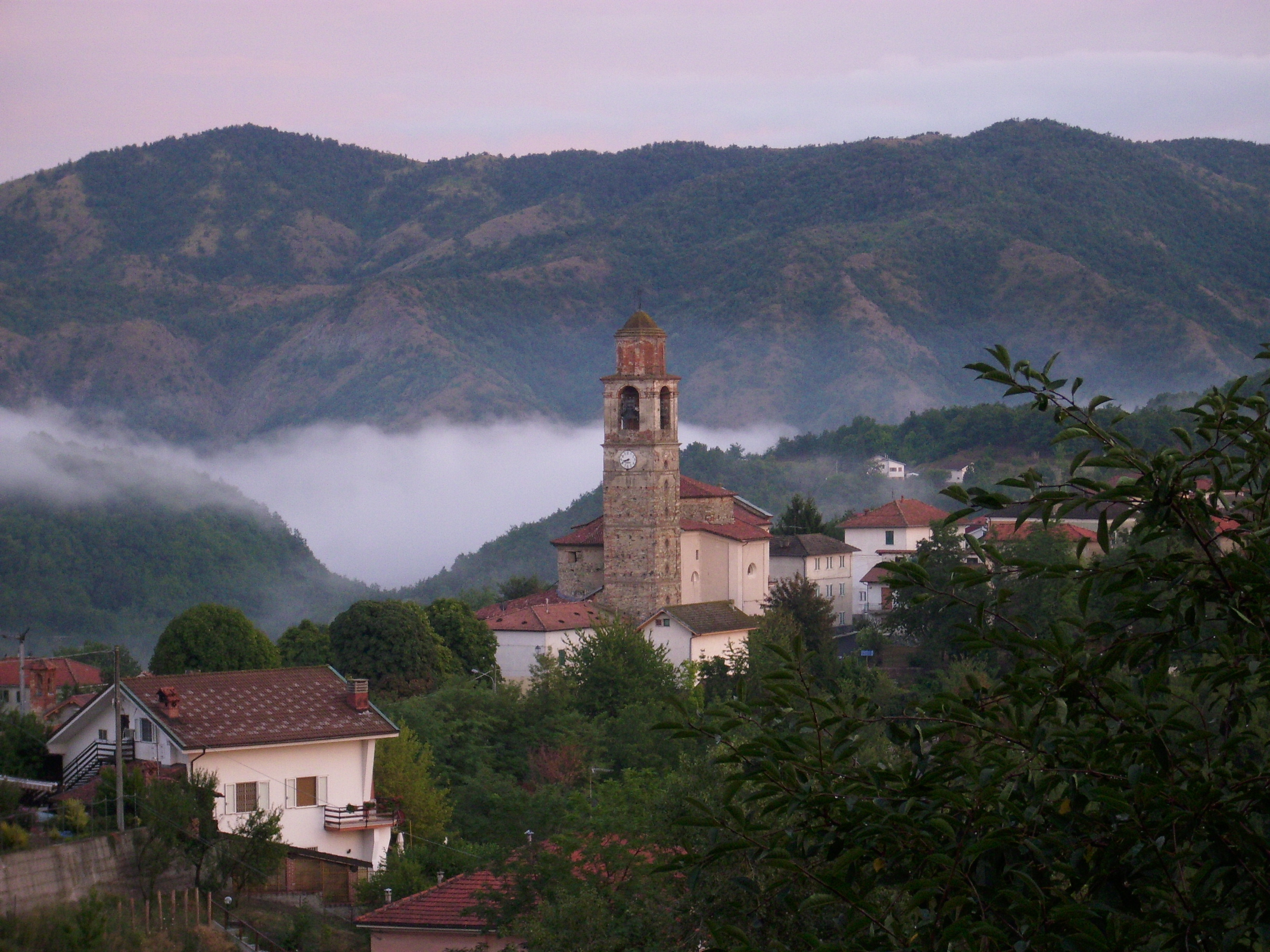
Fraktion Bandita

Sein Toponym erscheint seit 1155 als „Cassinellae“, was später durch nahezu identische Formen oder kleine grafische Abweichungen bestätigt wird. Seine Ursprünge reichen bis ins Mittelalter zurück, wie einige von Heinrich VI. unterzeichnete Dokumente belegen, die den Besitz einiger Vermögenswerte der Abtei Santa Maria di Tiglieto bestätigen. Zu dieser Zeit wurde es von den Marquisen von Uxecio und del Bosco regiert. 
Im Jahr 1218 wurde Genua Eigentümerin und übergab sie einige Jahre später als Lehen an Ottone Marquis del Bosco. Einer seiner Nachkommen, Enrico, schenkte es seiner Tochter Umerriera, die einen Verwandten von Ponzone geheiratet hatte. Aber Genua erhob sich und belehnte es, nachdem es wieder in seinen Besitz gelangt war, 1277 an die Malaspina-Familie von Cremolino. Diese Herrschaft erkannte weiterhin die Vormachtstellung der ligurischen Republik an, die sie im Gegenzug immer verteidigte, zumindest bis Tommaso im Jahr 1417 Malaspina versuchte, sich Genua entgegenzustellen, indem er sich an den Unruhen gegen den Dogen Tommaso Fregoso beteiligte. Darauf folgte die Verhaftung von Malaspina, die Unterzeichnung eines Vertrags zwischen der Genueser Republik und Filippo Maria Visconti und die Rückgabe des Dorfes an die Markgrafen von Monferrato. 
1431 wurde es von den Milizen von Francesco Sforza und 1535 von denen der Herzöge von Mantua unterworfen. Das 18. Jahrhundert markierte den Übergang an die Savoyer und die Besetzung durch die Franzosen während des Krieges um die österreichische Erbfolge.

## Weinbau
In Cassinelle werden Reben für den Dolcetto d’Ovada, einen Rotwein mit DOC Status angebaut. Die Beeren der Rebsorten Spätburgunder und/oder Chardonnay dürfen zum Schaumwein Alta Langa verarbeitet werden.